# 뭄타즈 마할
뭄타즈 마할(페르시아어: ممتاز محل Mumtāz Maḥall, 힌디어: मुमताज़ महल Mumtāz Mahal), 본명: 아르주만드 바누(페르시아어: ارجمند بانو Arjumand Bānū, 1593년 4월 27일 ~ 1631년 6월 17일)로, 샤 자한의 아내이다. 그녀는 누르 자한의 오빠 아불하산 아사프 칸의 딸이다. 뭄타즈 마할이라는 경칭은 샤 자한이 무굴 제국의 황제로 즉위한 후에 수여 받은 것이다. 샤 자한과 1612년에 결혼한 아르주만드 바누 베굼은 샤 자한이 가장 총애한 아내로, 그와의 사이에서 14명의 아이를 보았고, 그 중 7명이 성년까지 살아남았다. 하지만 데칸고원의 부르한푸르에서 딸을 낳은지 얼마 되지 않아 젊은 나이에 죽었다. 기록에 따르면 뭄타즈 마할은 아름답고 쾌활한 사람이었다. 그녀의 이른 죽음을 기리기 위해 샤 자한이 지은 그녀의 영묘가 바로 타지마할이다.

## 참고 문헌
1. ↑  틀:استشهاد ويب
2. ↑  틀:استشهاد بخبر
3. ↑  틀:استشهاد بخبر
4. ↑  틀:استشهاد بخبر
5. ↑  틀:استشهاد بخبر
6. ↑  Beveridge, H. (1993). 〈Mumtāz Maḥall〉. 《Encyclopaedia of Islam, Second Edition》 07. Koninklijke Brill. 557쪽. doi:10.1163/1573-3912_islam_SIM_5497.
7. ↑  Beksaç, Engin (2010). “Tac Mahal”. 《İslâm Ansiklopedisi》. Türkiye Diyanet Vakfı. 2019년 7월 29일에 원본 문서에서 보존된 문서. 2019년 7월 29일에 확인함.